# Ukrajna az 1998. évi téli olimpiai játékokon
Ukrajna a japán Naganóban megrendezett 1998. évi téli olimpiai játékok egyik részt vevő nemzete volt. Az országot az olimpián 10 sportágban 56 sportoló képviselte, akik összesen 1 érmet szereztek.

## Érmesek
| Érem  | Versenyző     | Sportág | Versenyszám                |
| ----- | ------------- | ------- | -------------------------- |
| Ezüst | Olena Petrova | Biatlon | Női 15 km egyéni indításos |

## Alpesisí
Férfi
| Versenyző        | Versenyszám | Műlesiklás | Műlesiklás | Műlesiklás | Műlesiklás | Műlesiklás | Műlesiklás | Lesiklás | Lesiklás | Összesítés | Összesítés |
| Versenyző        | Versenyszám | 1. futam   | 1. futam   | 2. futam   | 2. futam   | Össz.      | Össz.      | Lesiklás | Lesiklás | Összesítés | Összesítés |
| Versenyző        | Versenyszám | Idő        | Hely.      | Idő        | Hely.      | Idő        | Hely.      | Idő      | Hely.    | Idő        | Helyezés   |
| ---------------- | ----------- | ---------- | ---------- | ---------- | ---------- | ---------- | ---------- | -------- | -------- | ---------- | ---------- |
| Mikola Szkrjabin | Összetett   | 55,18      | 18.        | 51,99      | 18.        | 1:47,17    | 16.        | 1:43,08  | 15.      | 3:30,25    | 12.        |

Női
| Versenyző         | Versenyszám | Eredmény | Helyezés |
| ----------------- | ----------- | -------- | -------- |
| Julija Harkivszka | Lesiklás    | 1:35,60  | 33.      |

| Versenyző         | Versenyszám | Lesiklás | Lesiklás | Műlesiklás | Műlesiklás | Műlesiklás | Műlesiklás | Műlesiklás | Műlesiklás | Összesítés | Összesítés |
| Versenyző         | Versenyszám | Lesiklás | Lesiklás | 1. futam   | 1. futam   | 2. futam   | 2. futam   | Össz.      | Össz.      | Összesítés | Összesítés |
| Versenyző         | Versenyszám | Idő      | Hely.    | Idő        | Hely.      | Idő        | Hely.      | Idő        | Hely.      | Idő        | Helyezés   |
| ----------------- | ----------- | -------- | -------- | ---------- | ---------- | ---------- | ---------- | ---------- | ---------- | ---------- | ---------- |
| Julija Harkivszka | Összetett   | 1:35,84  | 26.      | 41,10      | 20.        | 40,17      | 20.        | 1:21,27    | 20.        | 2:57,11    | 20.        |

## Biatlon
Férfi
| Versenyző                                                             | Versenyszám      | Lövőhiba    | Időeredmény | Helyezés |
| --------------------------------------------------------------------- | ---------------- | ----------- | ----------- | -------- |
| Andrij Derizemlja                                                     | 10 km sprint     | 3 (1+2)     | 30:33,6     | 45.      |
| Ruszlan Liszenko                                                      | 10 km sprint     | 0 (0+0)     | 29:49,6     | 30.      |
| Vjacseszlav Derkacs                                                   | 20 km egyéni     | 4 (3+1+0+0) | 1:03:14,6   | 50.      |
| Mikola Krupnik                                                        | 20 km egyéni     | 6 (2+1+2+1) | 1:05:36,3   | 63.      |
| Vjacseszlav Derkacs Ruszlan Liszenko Mikola Krupnik Andrij Derizemlja | 4 × 7,5 km váltó | 4+13        | 1:28:57,1   | 18.      |

Női
| Versenyző                                                                 | Versenyszám      | Lövőhiba    | Időeredmény | Helyezés |
| ------------------------------------------------------------------------- | ---------------- | ----------- | ----------- | -------- |
| Irina Merkusina                                                           | 7,5 km sprint    | 3 (1+2)     | 25:58,6     | 49.      |
| Nyina Lemes                                                               | 7,5 km sprint    | 1 (0+1)     | 24:39,8     | 21.      |
| Tetyana Vodopjanova                                                       | 7,5 km sprint    | 0 (0+0)     | 24:23,3     | 19.      |
| Tetyana Vodopjanova                                                       | 15 km egyéni     | 3 (1+1+1+0) | 58:45,9     | 24.      |
| Olena Petrova                                                             | 7,5 km sprint    | 1 (1+0)     | 24:04,5     | 11.      |
| Olena Petrova                                                             | 15 km egyéni     | 1 (1+0+0+0) | 55:09,8     |          |
| Valentina Cerbe-Neszina                                                   | 15 km egyéni     | 4 (0+3+1+0) | 1:01:58,8   | 47.      |
| Olena Zubrilova                                                           | 15 km egyéni     | 2 (2+0+0+0) | 59:43,0     | 28.      |
| Valentina Cerbe-Neszina Olena Petrova Tetyana Vodopjanova Olena Zubrilova | 4 × 7,5 km váltó | 0+6         | 1:42:32,6   | 5.       |

## Bob
| Versenyző                   | Versenyszám | 1. futam | 1. futam | 2. futam | 2. futam | 3. futam | 3. futam | 4. futam | 4. futam | Összesítés | Összesítés |
| Versenyző                   | Versenyszám | Idő      | Hely.    | Idő      | Hely.    | Idő      | Hely.    | Idő      | Hely.    | Idő        | Helyezés   |
| --------------------------- | ----------- | -------- | -------- | -------- | -------- | -------- | -------- | -------- | -------- | ---------- | ---------- |
| Jurij Pancsuk Oleh Polivacs | Kettes      | 55,47    | 20.*     | 55,36    | 22.      | 55,52    | 23.      | 55,47    | 23.      | 3:41,82    | 23.        |

* - egy másik csapattal azonos eredményt ért el

## Gyorskorcsolya
Férfi
| Versenyző          | Versenyszám | 1. futam | 1. futam | 2. futam | 2. futam | Eredmény | Helyezés |
| Versenyző          | Versenyszám | Idő      | Hely.    | Idő      | Hely.    | Eredmény | Helyezés |
| ------------------ | ----------- | -------- | -------- | -------- | -------- | -------- | -------- |
| Oleh Kosztromityin | 500 m       | 37,27    | 37.      | 37,19    | 35.      | 74,46    | 35.      |
| Oleh Kosztromityin | 1000 m      |          |          |          |          | 1:14,53  | 39.      |
| Szerhij Priz       | 5000 m      |          |          |          |          | 6:54,27  | 28.      |

Női
| Versenyző                | Versenyszám | 1. futam | 1. futam | 2. futam | 2. futam | Eredmény | Helyezés |
| Versenyző                | Versenyszám | Idő      | Hely.    | Idő      | Hely.    | Eredmény | Helyezés |
| ------------------------ | ----------- | -------- | -------- | -------- | -------- | -------- | -------- |
| Leszja Bilozub           | 500 m       | 40,42    | 28.      | 40,52    | 27.      | 80,94    | 27.      |
| Leszja Bilozub           | 1000 m      |          |          |          |          | 1:21,84  | 28.*     |
| Szvitlana Konsztantinova | 1500 m      |          |          |          |          | 2:08,76  | 33.      |
| Szvitlana Konsztantinova | 3000 m      |          |          |          |          | 4:37,27  | 30.      |

* - egy másik versenyzővel azonos eredményt ért el

## Műkorcsolya
| Versenyző                           | Versenyszám  | Rövid program     | Rövid program | Rövid program | Kűr               | Kűr   | Kűr         | Összesítés         | Összesítés |
| Versenyző                           | Versenyszám  | Több. hely. száma | Hely.         | Hely. pont.   | Több. hely. száma | Hely. | Hely. pont. | Helyezési pontszám | Helyezés   |
| ----------------------------------- | ------------ | ----------------- | ------------- | ------------- | ----------------- | ----- | ----------- | ------------------ | ---------- |
| Vjacseszlav Zahorodnyuk             | Férfi egyéni | 5×14+             | 16.           | 8,0           | 5×9+              | 8.    | 8,0         | 16,0               | 10.        |
| Dmitro Dmitrenko                    | Férfi egyéni | 5×9+              | 8.            | 4,0           | 6×16+             | 16.   | 16,0        | 20,0               | 14.        |
| Olena Ljasenko                      | Női egyéni   | 7×7+              | 7.            | 3,5           | 5×9+              | 10.   | 10,0        | 13,5               | 9.         |
| Julija Lavrencsuk                   | Női egyéni   | 5×14+             | 15.           | 7,5           | 5×9+              | 9.    | 9,0         | 16,5               | 11.        |
| Jevhenyija Filanenko Ihor Marcsenko | Páros        | 5×13+             | 13.           | 6,5           | 5×9+              | 10.   | 10,0        | 16,5               | 11.        |

| Versenyző                       | Versenyszám | Kötelező tánc 1   | Kötelező tánc 1 | Kötelező tánc 1 | Kötelező tánc 2   | Kötelező tánc 2 | Kötelező tánc 2 | Eredeti (original) tánc | Eredeti (original) tánc | Eredeti (original) tánc | Kűr               | Kűr   | Kűr         | Összesítés         | Összesítés |
| Versenyző                       | Versenyszám | Több. hely. száma | Hely.           | Hely. pont.     | Több. hely. száma | Hely.           | Hely. pont.     | Több. hely. száma       | Hely.                   | Hely. pont.             | Több. hely. száma | Hely. | Hely. pont. | Helyezési pontszám | Helyezés   |
| ------------------------------- | ----------- | ----------------- | --------------- | --------------- | ----------------- | --------------- | --------------- | ----------------------- | ----------------------- | ----------------------- | ----------------- | ----- | ----------- | ------------------ | ---------- |
| Irina Romanova Ihor Jarosenko   | Jégtánc     | 5×9+              | 9.              | 1,8             | 5×8+              | 8.              | 1,6             | 5×10+                   | 10.                     | 6,0                     | 6×9+              | 9.    | 9,0         | 18,4               | 9.         |
| Olena Hrusina Ruszlan Honcsarov | Jégtánc     | 5×15+             | 15.             | 3,0             | 6×16+             | 16.             | 3,2             | 6×15+                   | 15.                     | 9,0                     | 7×15+             | 15.   | 15,0        | 30,2               | 15.        |

## Rövidpályás gyorskorcsolya
Férfi
| Versenyző       | Versenyszám | Előfutam | Előfutam | Negyeddöntő | Negyeddöntő | Elődöntő | Elődöntő | B döntő | B döntő | Döntő   | Döntő   | Helyezés |
| Versenyző       | Versenyszám | Idő      | Hely.    | Idő         | Hely.       | Idő      | Hely.    | Idő     | Hely.   | Idő     | Hely.   | Helyezés |
| --------------- | ----------- | -------- | -------- | ----------- | ----------- | -------- | -------- | ------- | ------- | ------- | ------- | -------- |
| Jevhen Jakovlev | 500 m       | 44,041   | 3.       | kiesett     | kiesett     | kiesett  | kiesett  | kiesett | kiesett | kiesett | kiesett | 21.      |
| Jevhen Jakovlev | 1000 m      | 1:36,005 | 3.       | kiesett     | kiesett     | kiesett  | kiesett  | kiesett | kiesett | kiesett | kiesett | 24.      |

Női
| Versenyző             | Versenyszám | Előfutam | Előfutam | Negyeddöntő | Negyeddöntő | Elődöntő | Elődöntő | B döntő | B döntő | Döntő   | Döntő   | Helyezés |
| Versenyző             | Versenyszám | Idő      | Hely.    | Idő         | Hely.       | Idő      | Hely.    | Idő     | Hely.   | Idő     | Hely.   | Helyezés |
| --------------------- | ----------- | -------- | -------- | ----------- | ----------- | -------- | -------- | ------- | ------- | ------- | ------- | -------- |
| Natalija Szvercsikova | 500 m       | 46,976   | 3.       | kiesett     | kiesett     | kiesett  | kiesett  | kiesett | kiesett | kiesett | kiesett | 21.      |
| Natalija Szvercsikova | 1000 m      | 1:45,279 | 4.       | kiesett     | kiesett     | kiesett  | kiesett  | kiesett | kiesett | kiesett | kiesett | 27.      |

## Síakrobatika
Ugrás
| Versenyző             | Versenyszám | Selejtező | Selejtező | Döntő   | Döntő    |
| Versenyző             | Versenyszám | Pont      | Helyezés  | Pont    | Helyezés |
| --------------------- | ----------- | --------- | --------- | ------- | -------- |
| Szerhij But           | Férfi       | 110,61    | 24.       | kiesett | kiesett  |
| Sztanyiszlav Kravcsuk | Férfi       | 226,65    | 6.        | 219,94  | 9.       |
| Jurij Sztecko         | Férfi       | 171,46    | 19.       | kiesett | kiesett  |
| Julija Kljukova       | Női         | 161,59    | 11.       | 153,15  | 8.       |
| Tetyana Kozacsenko    | Női         | 162,09    | 9.        | 167,32  | 4.       |
| Alla Cuper            | Női         | 178,46    | 2.        | 166,12  | 5.       |
| Olena Juncsik         | Női         | 156,95    | 12.       | 139,05  | 10.      |

## Sífutás
Férfi
| Versenyző                                                            | Versenyszám         | Eredmény      | Helyezés      |
| -------------------------------------------------------------------- | ------------------- | ------------- | ------------- |
| Mihajlo Artyuhov                                                     | 10 km               | 31:52,8       | 72.           |
| Mihajlo Artyuhov                                                     | 15 km üldözőverseny | 46:28,5       | 52.           |
| Mihajlo Artyuhov                                                     | 30 km               | 1:41:13,0     | 29.           |
| Mihajlo Artyuhov                                                     | 50 km               | 2:20:59,2     | 46.           |
| Hennagyij Nikon                                                      | 10 km               | 31:07,6       | 60.*          |
| Hennagyij Nikon                                                      | 15 km üldözőverseny | 45:20,1       | 46.           |
| Hennagyij Nikon                                                      | 30 km               | 1:42:32,7     | 38.           |
| Mikola Popovics                                                      | 10 km               | 30:51,2       | 55.           |
| Mikola Popovics                                                      | 15 km üldözőverseny | nem ért célba | nem ért célba |
| Mikola Popovics                                                      | 50 km               | 2:22:48,0     | 50.           |
| Olekszandr Uskalenko                                                 | 30 km               | 1:44:15,7     | 48.           |
| Olekszandr Uskalenko                                                 | 50 km               | 2:27:09,1     | 57.           |
| Olekszandr Zarovnij                                                  | 10 km               | nem ért célba | nem ért célba |
| Olekszandr Zarovnij                                                  | 30 km               | 1:43:26,2     | 44.           |
| Olekszandr Zarovnij                                                  | 50 km               | 2:20:31,0     | 43.           |
| Hennagyij Nikon Olekszandr Zarovnij Mihajlo Artyuhov Mikola Popovics | 4 × 10 km váltó     | 1:44:33,9     | 12.           |

Női
| Versenyző                                                                       | Versenyszám         | Eredmény      | Helyezés      |
| ------------------------------------------------------------------------------- | ------------------- | ------------- | ------------- |
| Olena Hajaszova                                                                 | 5 km                | 19:18,2       | 41.           |
| Olena Hajaszova                                                                 | 10 km üldözőverseny | 31:51,9       | 30.           |
| Olena Hajaszova                                                                 | 15 km               | kizárták      | kizárták      |
| Olena Hajaszova                                                                 | 30 km               | 1:31:01,0     | 27.           |
| Marina Pesztrjakova                                                             | 5 km                | 19:17,6       | 40.           |
| Marina Pesztrjakova                                                             | 10 km üldözőverseny | 32:18,7       | 36.           |
| Marina Pesztrjakova                                                             | 15 km               | 50:45,6       | 23.           |
| Valentina Sevcsenko                                                             | 5 km                | 18:47,5       | 19.           |
| Valentina Sevcsenko                                                             | 10 km üldözőverseny | 30:38,8       | 20.           |
| Valentina Sevcsenko                                                             | 15 km               | 49:12,9       | 11.           |
| Valentina Sevcsenko                                                             | 30 km               | 1:28:20,0     | 14.           |
| Hanna Szlipenko                                                                 | 30 km               | nem ért célba | nem ért célba |
| Irina Taranenko-Terelja                                                         | 5 km                | 18:17,2       | 11.           |
| Irina Taranenko-Terelja                                                         | 10 km üldözőverseny | 28:40,1       | 4.            |
| Irina Taranenko-Terelja                                                         | 15 km               | 48:10,2       | 4.            |
| Irina Taranenko-Terelja                                                         | 30 km               | 1:25:22,3     | 8.            |
| Valentina Sevcsenko Irina Taranenko-Terelja Olena Hajaszova Marina Pesztrjakova | 4 × 5 km váltó      | 57:54,8       | 9.            |

* - egy másik versenyzővel azonos eredményt ért el

## Síugrás
| Versenyző        | Versenyszám | 1. ugrás | 1. ugrás | 2. ugrás | 2. ugrás | Összesítés | Összesítés |
| Versenyző        | Versenyszám | Pont     | Hely.    | Pont     | Hely.    | Pont       | Helyezés   |
| ---------------- | ----------- | -------- | -------- | -------- | -------- | ---------- | ---------- |
| Volodimir Hlivka | Normálsánc  | 77,0     | 47.      | kiesett  | kiesett  | kiesett    | kiesett    |
| Volodimir Hlivka | Nagysánc    | 94,7     | 30.      | 73,8     | 28.      | 168,5      | 29.        |
| Ljubim Kohan     | Normálsánc  | 63,5     | 56.*     | kiesett  | kiesett  | kiesett    | kiesett    |
| Ljubim Kohan     | Nagysánc    | 35,2     | 61.      | kiesett  | kiesett  | kiesett    | kiesett    |
| Ivan Kozlov      | Normálsánc  | 85,5     | 31.      | kiesett  | kiesett  | kiesett    | kiesett    |
| Ivan Kozlov      | Nagysánc    | 91,9     | 36.      | kiesett  | kiesett  | kiesett    | kiesett    |

* - egy másik versenyzővel azonos eredményt ért el

## Szánkó
| Versenyző                      | Versenyszám | 1. futam | 1. futam | 2. futam | 2. futam | 3. futam | 3. futam | 4. futam | 4. futam | Összesítés | Összesítés |
| Versenyző                      | Versenyszám | Idő      | Hely.    | Idő      | Hely.    | Idő      | Hely.    | Idő      | Hely.    | Idő        | Helyezés   |
| ------------------------------ | ----------- | -------- | -------- | -------- | -------- | -------- | -------- | -------- | -------- | ---------- | ---------- |
| Lilija Ludan                   | Női egyes   | 52,213   | 17.      | 52,087   | 15.      | 51,815   | 19.      | 51,596   | 19.      | 3:27,711   | 16.        |
| Natalija Jakusenko             | Női egyes   | 52,014   | 13.      | 51,746   | 9.       | 51,511   | 11.      | 51,277   | 12.      | 3:26,548   | 11.        |
| Ihor Urbanszkij Andrij Muhin   | Kettes      | 51,262   | 7.       | 50,706   | 5.       |          |          |          |          | 1:41,968   | 7.         |
| Oleh Avgyejev Danilo Pancsenko | Kettes      | 51,413   | 11.      | 51,275   | 12.      |          |          |          |          | 1:42,688   | 11.        |